# کوسه بلعنده
کوسه بلعنده (نام علمی: Centrophorus granulosus) نام یک گونه از تیره میان‌ربایندگان است.